# 1992 dans le catholicisme
Chronologie du catholicisme
- 1988
- 1989
- 1990
- 1991
- 1992
- 1993
- 1994
- 1995
- 1996

Cet article présente les faits marquants de l'année 1992 dans le catholicisme.

## Évènements
- 19 au 26 février : voyage apostolique du pape au Sénégal, en Gambie et en Guinée.
- 17 mars : béatification de Joséphine Bakhita.
- 31 mai : canonisation de Claude La Colombière.
- 4 au 10 juin : voyage apostolique du pape en Angola et à Sao Tomé-et-Principe.
- 27 septembre : béatification de Léonie Aviat.
- 9 au 14 octobre : voyage apostolique du pape en République dominicaine.
- 11 octobre : 
  - canonisation d'Ézéchiel Moreno y Diaz.
  - promulgation de la constitution apostolique Fidei depositum ordonnant la publication du Catéchisme de l'Église catholique.
- 7 décembre : publication du Catéchisme de l'Église catholique.

## Décès

### Février
- 8 février : Jacques Poupon, prêtre, conseiller municipal et fondateur français d’œuvres de charité (° 20 octobre 1920)
- 24 février : Raymond Pichard, prêtre dominicain français, pionnier de la télévision, créateur du Jour du Seigneur (° 10 avril 1913)

### Mars
- 15 mars : Sergio Guerri, cardinal italien de la Curie, précédemment archevêque titulaire de Trevi (de) (° 25 décembre 1905)
- 16 mars : 
  - Robert de Provenchères, prélat français, premier évêque de Créteil (° 10 mars 1907)
  - Aloysius Schwartz, prêtre, fondateur, missionnaire aux Philippines et vénérable américain (° 18 septembre 1930)

### Avril
- 9 avril : Paul Pierre Pinier, prélat français, évêque de Constantine (° 20 octobre 1899)
- 14 avril : 
  - Jean Jeanneteau, prêtre et musicien français, spécialiste du chant grégorien (° 2 avril 1908)
  - Marshall Moran, prêtre jésuite, éducateur et missionnaire américain en Inde et au Népal (° 29 mai 1906)
- 18 avril : Giovanni Ferro, vénérable et prélat italien, archevêque de Reggio Calabria (° 13 novembre 1901)

### Mai
- 20 mai : Giovanni Colombo, cardinal italien, archevêque de Milan (° 6 décembre 1902)
- 29 mai : Albert Ndongmo, prélat camerounais, évêque de Nkongsamba, opposant au régime d'Ahmadou Ahidjo (° 26 septembre 1926)

### Juin
- 3 juin : Patrick Peyton, prêtre et vénérable américain, fondateur du mouvement Family Rosary Crusade (° 9 janvier 1909)

### Juillet
- 3 juillet : Félix-Marie Verdet, prélat français, évêque de La Rochelle (° 3 août 1904)
- 18 juillet : Giuseppe Paupini, cardinal italien de la Curie, précédemment archevêque titulaire de Sébastopolis-en-Abasgia (de) (° 25 février 1907)

### Août
- 4 août : František Tomášek, cardinal tchèque, archevêque de Prague (° 30 juin 1899)

### Septembre
- 22 septembre : Candide Amantini, prêtre passionniste, exorciste et serviteur de Dieu italien (° 31 janvier 1914)
- 27 septembre : Jacques-Paul Martin, cardinal français de la Curie, précédemment archevêque titulaire de Néapolis-en-Palestine (de) (° 26 août 1908)

### Novembre
- 13 novembre : Pierre Bouckaert, prélat jésuite et missionnaire belge, évêque de Popokabaka (° 27 juillet 1914)
- 30 novembre : Lawrence Picachy, cardinal indien, archevêque de Calcutta (° 7 août 1916)

### Décembre
- 6 décembre : Eugène Klein, prélat français, archevêque de Nouméa (° 28 février 1916)